# Utukhengal
Utukhengal o Utuḫengal va ser un rei sumeri de la cinquena dinastia d'Uruk del 2116 aC al 2110 aC, segons la Llista de reis sumeris.

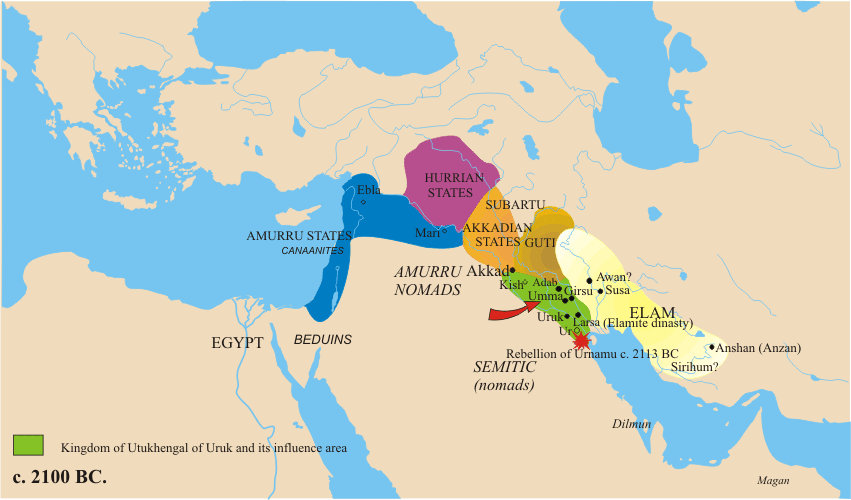
Hegemonia de Utukhengal d'Uruk

Després de la dominació dels gutis a Accàdia, el seu últim rei Tirigan sembla que va voler conquerir Lagaix, que presentava signes de debilitat amb el rei Urgar (2117 aC a 2113 aC) i amb el seu successor Nammakhani (2113 aC a 2110 aC). El poder ascendent al territori tornava a ser Uruk, amb Utukhengal, que va derrotar els gutis al nord de les restes d'Accad i va exercir l'hegemonia a Sumer, però molt breument, perquè el seu general, Urnammu, al que havia encomanat el govern d'Ur, va entrar a Uruk i el va enderrocar cap al 2110 aC i després va conquerir Lagaix (on regnava Nammakhani, últim rei de la dinastia de Gudea) i va exercir el poder en l'anomenada "renaixença sumèria", amb la tercera dinastia d'Ur).